# Trichocanonura linearis
Trichocanonura linearis är en skalbaggsart som först beskrevs av Henry Skinner 1905.  Trichocanonura linearis ingår i släktet Trichocanonura och familjen långhorningar. Inga underarter finns listade i Catalogue of Life.